# 高分子医薬品
高分子医薬品(こうぶんしいやくひん、macromolecular drugs)とは蛋白質などのバイオ医薬品、核酸医薬、多糖などの高分子を用いた医薬品の総称である。分子量300から500程度の薬品を低分子医薬品と総称するため、それ以上の分子量を持つものと考えられている。高分子医薬品の大きな特徴は薬物動態学が低分子医薬品と異なることである。低分子医薬品は血液脳関門や細胞膜、核膜を通過できるものが多いが、高分子医薬品は消化管からほとんど吸収されず、毛細血管壁の透過性に制限がある。代表的な高分子医薬品には抗体医薬品、タンパク質医薬品、高分子化医薬品、核酸医薬品などがあげられる。

## 種類

### タンパク質医薬品
タンパク質医薬品はバイオ医薬品のひとつであり、広義には抗体医薬品も含まれる。最も知られたタンパク質医薬品としては糖尿病治療で用いられるインスリンがあげられる。その他にエリスロポエチン、顆粒球コロニー刺激因子、インターフェロン、ワクチン、酵素補充療法で用いる酵素製剤などが知られている。タンパク質医薬品の多くは多様な生物種から組み替えDNA技術を用いて産出され精製されている。タンパク質医薬品には分子量300～500Da程度の低分子医薬品にはない様々な利点が知られている。
1. 低分子医薬品では代用できない高い特異性と複雑な機能がある。
2. 特異性が高いため副作用を起こすリスクがより少ない
3. 被験者にとって生理的なタンパク質ならば免疫反応を起こす可能性が低く、許容されることが多い。
4. ミスセンス変異やナンセンス変異が原因の場合は遺伝子治療を行わずタンパク質医薬による酵素補充療法で代用できる可能性がある。
5. タンパク質医薬品の臨床開発やFDAによる認可にかかる時間は低分子医薬品よりも短い。
6. タンパク質はそれぞれに固有の形や機能を持つために、製薬会社はタンパク質医薬品について広範囲に及ぶ特許を取得できる。

#### 構造改変
タンパク質を医薬品として投与することによる疾患治療においては精製・製造・保存中の安定性の問題に加えて、生体に投与後の薬効発現に好ましくない体内動態特性が問題となることが多い。これを遺伝子組換えや化学修飾の手法で解決することが多い。ヒトの顆粒球コロニー刺激因子（G-CSF）のN末端側の5アミノ酸を置換することで、生物活性および血漿中安定性に優れる誘導体ナルトグラスチム（商品名 ノイアップ）が開発された。また遺伝子組換えによりヒトのエリスロポエチン（EPO）が本来持つ3本のN結合型糖鎖を5本に増やしたダルベポエチンアルファ（商品名ネスプ）はEPOレセプターへの親和性は低下するものの、エリスロポエチンと比較して長い体内半減期および高い生物学的活性を示す。

#### 高分子結合
タンパク質などの高分子医薬品を生物学的に不活性な別の高分子を修飾することで糸球体濾過の抑制、肝臓の取り込み、酵素分解、抗体による認識などの回避が可能である。これにより生物学的な半減期の延長が可能である。種々の高分子が利用可能であるがポリエチレングリコール(PEG)が最も汎用され効果も高い。インターフェロンアルファ（商品名ペガシス、ペグイントロン）、アデノシンデアミナーゼ（アダジェン）、アスパラギナーゼ（商品名oncaspar）、顆粒球コロニー刺激因子（商品名ジーラスタ）などではPEG修飾体が医薬品として開発されている。抗TNF-αヒト化モノクローナル抗体のFab’部分にPEG修飾を施したセルトリズマブペゴル（商品名シムジア）も知られている。

#### 融合タンパク質医薬品
遺伝子組み換えの技術を利用してタンパク質を構成するドメインやモチーフ、ペプチドなどのうち独立して機能する部位を選択し、適当なものを適宜融合することで理論的には膨大な種類の新規融合タンパク質が設計できる。ヒト腫瘍壊死因子Ⅱ型レセプターの細胞外ドメインのサブユニット二量体とヒト免疫グロブリンGのFc領域の融合タンパク質がエタネルセプト（商品名エンブレル）である。

#### バイオ後続品（バイオシミラー）
高分子医薬品の中でバイオ医薬品ではアミノ酸配列が同一でも分子レベルで完全に同一かどうかは証明が困難である。そこで特許期間、再審査期間が終了した医薬品と同等/同質の品質、有効性、安全性が確認され、先行バイオ医薬品と類似のものであるとして承認された医薬品をバイオ後続品（biosimilar、バイオシミラー）と総称する。アミノ酸配列やジスルフィド結合は同一だが、高次構造、糖鎖プロファイル、凝集体の割合、C末端リシン欠損変異体の割合を含めて物理化学的な特性や生物学的な特性は同一ではない。日本ではインスリン、成長ホルモン、顆粒球コロニー刺激因子、エリスロポエチン、抗TNF-α抗体などでバイオ後続品が承認されている。

### 抗体医薬品
抗原を特異的に認識するモノクローナル抗体が作成可能になり、ヒト化抗体、ヒト抗体が開発されるに至って、現在では非常に多くの抗体医薬品が臨床で用いられている。抗体医薬品の種類にはマウス抗体に加えて、マウス抗体の定常領域をヒト型に変えたキメラ抗体、超可変領域だけがマウス由来のヒト化抗体、さらに遺伝子組換えマウスを用いて作成される完全ヒト化抗体がある。分子量150,000の全長のIgG抗体に加えて、定常領域（Fc）を除いたF(ab)’2やFab、可変領域のみを短いリンカーで連結した一本鎖抗体（scFv）などの構造的特徴の異なる抗体分子も抗体工学技術の進歩により開発されている。こうした構造改変により分子量が大きく変わることから体内動態は大きく変動する。抗体医薬品は高分子医薬品の中でも標的に対する選択性の高く体内で安定という特長がある。それゆえに抗体医薬品をもとにした多機能高分子医薬品が次々と開発されている。抗体薬物複合体（antibody-drug conjugate）としてはカドサイラやゲムツズマブ オゾガマイシンなどで知られている。IgG融合蛋白質医薬品としてはエタネルセプトが有名である。また2種類の抗原部位を持つ二重特異性抗体（bispecific抗体）も開発されており、多様な機能性をもつ抗体医薬として開発が進められている。二重特異性抗体としてはエルツマキソマブなどが知られている。抗体医薬の作用は以下の5つが知られている。
抗体依存性細胞障害作用
抗体依存性細胞障害作用（antibody-dependent cellular cytotoxicity、ADCC）では標的細胞表面の抗原に結合した抗体のFc領域を介してナチュラルキラー細胞や単球が集簇し、細胞から産出される細胞障害性メディエーターを介してがん細胞やウイルス感染細胞を攻撃する。
補体依存性細胞障害作用
補体依存性細胞障害作用（complement-dependent cytotoxicity、CDC）では標的細胞表面の抗原に抗体が結合すると、抗体のFc領域に補体が結合し、連鎖的な補体の活性化反応が細胞表面で起こることで細胞を破壊する。
標的分子の中和
抗体がリガンドあるいは受容体に特異的に結合すると細胞内へのシグナルが遮断される。これにより標的分子の作用が中和する（阻害される）ことで効果を発揮する。
アゴニスト作用
細胞表面のレセプターに結合し、アゴニストと同様シグナル伝達を活性化する。
ドラッグデリバリー作用
薬物に抗体をコンジュゲートすることで抗体を細胞選択的送達にもちいることができる。これを抗体薬物複合体（antibody-drug conjugate、ADC）という。

### 核酸医薬品
核酸医薬品とは天然型ヌクレオチドまたは化学修飾型ヌクレオチドを基本骨格とする薬物である。遺伝子発現を介さずに直接生体に作用し、化学合成により製造されることを特徴とする。代表的な核酸医薬品にはアンチセンス法、RNAi、アプタマー、デコイなどがあげられる。核酸医薬品は化学合成により製造された核酸が遺伝子発現を介さずに直接生体に作用するのに対して、遺伝子治療薬は特定のDNA遺伝子から遺伝子発現させ、何らかの機能をもつ蛋白質を産出させる点が異なる。核酸医薬品は高い特異性に加えてmRNAやnon-coding RNAなど従来の医薬品では狙えない細胞内の標的分子を創薬ターゲットにすることが可能であり、一度プラットフォームが完成すれば比較的短時間で規格化しやすいという特徴がある。そのため核酸医薬品は低分子医薬品、抗体医薬品に次ぐ次世代医薬であり癌や遺伝性疾患に対する革新的医薬品としての発展が期待されている。

### 高分子化医薬品
低分子薬物に高分子を結合することで、その体内動態が制御可能である。こうした結合体を高分子化医薬品とよび中でも薬物が高分子から遊離して初めて効果を発揮する場合に高分子化プロドラッグという。微粒子キャリアを用いることが多い。

## 薬物動態学

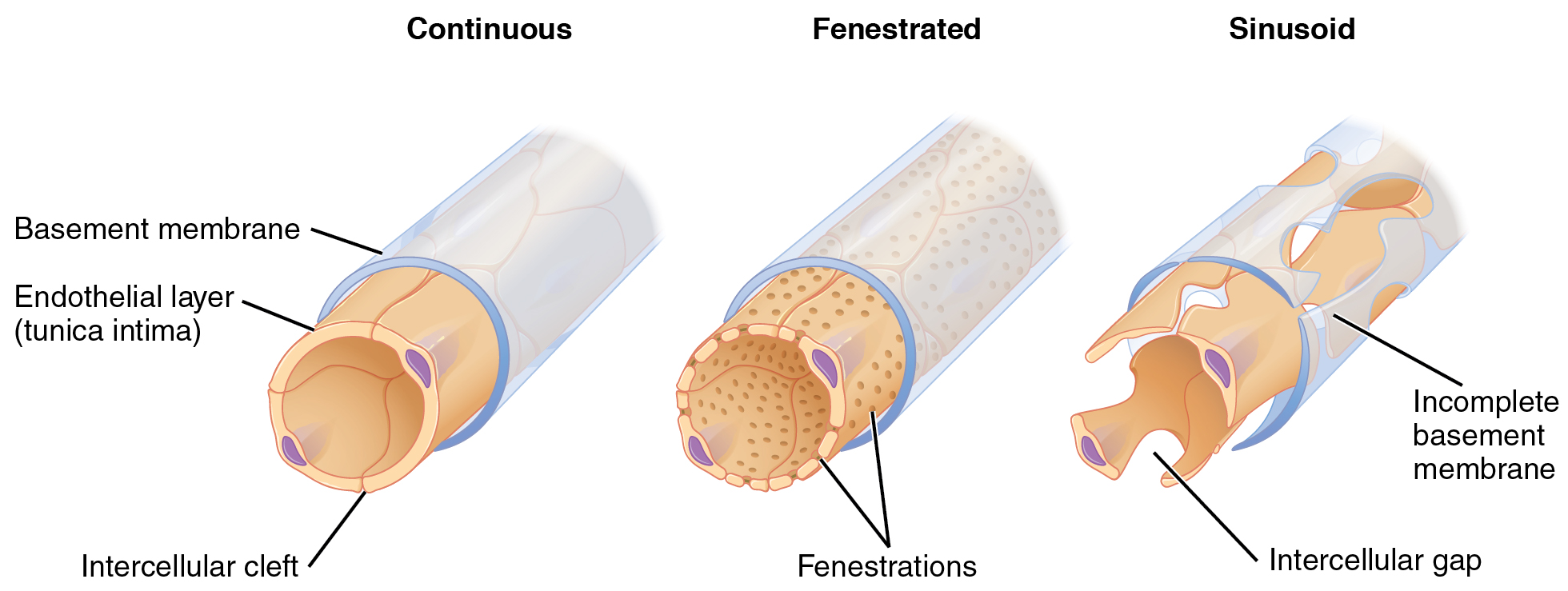
3種類の毛細血管を示す。連続型毛細血管が毛細血管でもっとも一般的なタイプであり筋組織、皮膚、結合組織、肺、外分泌腺、胸腺、神経組織などに存在する。連続性毛細血管では分子量1kDa以上の水溶性分子はほとんど透過しない。有窓性毛細血管は腎臓、腸管、脈絡叢、内分泌腺など組織と血液間での迅速な物質交換を必要とする臓器でみられる。孔の径は50～80nm程度である。非連続性毛細血管は肝臓、脾臓、一部の内分泌器官、骨髄などで見られる。非連続性毛細血管では径1μmを超えるものから、50nmほどの小さい孔まである。

高分子医薬品は従来の低分子医薬品と比較して体内動態を支配する要因が大きく異なっており吸収・分布・代謝・排泄など体内動態特性も極めて特徴的である。

### 吸収
消化管から吸収されないことも高分子医薬品の薬物動態学において重要な特徴である。一般的に高分子医薬品は分子サイズが大きく、極性を持つことから、脂溶性が高い低分子医薬品のように受動拡散によって生体膜を通過することはできない。一方、上皮細胞の経細胞輸送ルートとしてピノサイトーシスとよばれる細胞外液を小胞に取り込む際に、外液中の物質も同時に輸送する経路があるがその量は極めて少ない。さらに多くの蛋白質医薬品は消化管内で多様な消化酵素や蛋白分解酵素によって速やかに分解される。それゆえ、例えば天然型インスリンの場合、経口投与後のバイオアベイラビリティは0.1%以下である。大腸は胃や小腸と比べると酵素による蛋白分解酵素の活性が弱いとされており、大腸からは蛋白質医薬品の消化管吸収が動物実験レベルでは可能であるが実用レベルではない。パイエル板に存在するM細胞は極めて高い経細胞輸送能があるため、高分子医薬品のリンパ系を介した消化管吸収ルートとして注目されている。実用レベルでは高分子医薬品は経口投与不可能なため、2017年現在では静脈注射や皮下投与や筋肉内投与で高分子医薬品は投与される。皮下投与や筋肉内投与された高分子医薬品は、主に毛細血管への拡散とリンパ管系を介した輸送の両経路より血液中に移行すると考えられている。目安として16kDa以下の低分子量の場合は、主に皮下間質内を拡散により通過し、毛細血管に到達するのに対して、16kDa以上の高分子量の場合は皮下間質の細胞間隙を抜けて、基底膜がなく細胞間隙が大きなリンパ管系に入ると考えられている。リンパ液の流速が遅いこともあり、皮下・筋肉内に投与された高分子医薬品の吸収は緩徐で、半減期も比較的長いことが多く、単回静脈内投与するよりも持続的に高い血中濃度を維持することができる。皮下投与された高分子医薬品のバイオアベイラビリティは50 - 100%と高い。

### 分布
脂溶性の高い低分子医薬品の場合は血液から組織細胞へ容易に膜透過により移行でき、かつ組織内蛋白結合性も高いことから、分布容積は組織の実容積を上回るなど、比較的高値を示すことが多い。また、水溶性が高く容易に膜透過ができない薬物であっても、膜上に発現する一連の薬物トランスポーターの基質となる場合は臓器選択的な分布がみられることもある。しかし高分子医薬品の場合は細胞膜の拡散による透過やトランスポーターによる輸送はほぼ期待できず臓器への移行のメカニズムは大きく異なっている。まず、高分子医薬品の血液から組織の細胞外液スペースへの移行は臓器により著しく異なる。これは毛細血管の構造に由来すると考えられている。高分子医薬品の薬物動態学の最も重要な特徴は毛細血管の透過性の制限があるため、不均一な体内分布を示すことがあげられる。肝臓、脾臓や骨髄のような基底膜のない非連続性毛細血管をもつ臓器では分子量で100kDa位までの高分子は比較的容易に移行できる。一方、脳や筋肉や皮膚など連続型毛細血管をもつ臓器では分子量1kDa以上の水溶性分子はほとんど移行しない。その中間にあたる有窓性毛細血管をもつ小腸や腎臓では分子量が比較的大きいものでもゆっくりであるが移行する。有窓性毛細血管では径50～80nmの孔（pore）または窓（fenestration）があいている。
一方、一部の血液から細胞外液スペースへの移行ならびに細胞外液スペースから組織細胞内への移行には、複数の輸送経路が存在する。受容体介在性エンドサイトーシス（receptor-mediated endocytosis、RMT）は薬効標的となる細胞表面の受容体に高分子医薬品が選択的に結合、もしくはヘパラン硫酸プロテオグリカンのような基質選択性の低い膜蛋白質に非選択的に結合した複合体が細胞内に小胞として取り込まれる現象である。特に標的受容体を介した輸送は組織選択的な高分子医薬品の移行に寄与している。これは受容体を必要とすることから、高分子医薬品の濃度依存的な組織取り込みの飽和が観察される。一方、非選択的かつ非飽和の高分子医薬品の組織取り込み機構としてはマクロファージや単球、好中球の限られた種類の貪食能を有する細胞によるファゴサイトーシスや多くの細胞で見られるピノサイトーシスがあげられるが、その高分子医薬品の組織移行への寄与は量的にみて限定的である。したがって、高分子医薬品においては一部受容体介在性エンドサイトーシスによる組織選択的な移行はあるものの、静脈内投与後の全身レベルの分布容積は、ほぼ血漿容量もしくは血漿容量+細胞外スペースの容積程度であることが多い。

### クリアランス
代謝・排泄に関してクリアランスとしてまとめて述べる。低分子医薬品のクリアランスは主に代謝酵素による物質交換と薬物トランスポーターによって制御されるのに対し、高分子医薬品はこれらの基質とはならず全く異なった機構により体内より消失する。高分子医薬品の主なクリアランス機構としては、血漿中や組織表面に存在する分解酵素による代謝、エンドサイトーシスによる細胞内への取り込みとそれに続くリソソームへのソーティング・分解酵素による代謝、さらに腎臓による排泄が関与する。さらに抗体医薬品についてはnepnatal Fc受容体（FcRn）との細胞内結合を介した分解抑制・リサイクリング促進効果なども体内動態を考える上で考慮すべき要因となっている。

#### 血液中や組織表面の分解酵素による代謝
血液中には複数の可溶性のペプチド分解酵素が存在するとともに、肝臓や腎臓など複数の臓器にはaminopeptidaseやγ-glutamyl transpeptidase（γ-GT）のような膜結合型で細胞外に触媒部位を有する分解酵素が複数存在している。したがって、蛋白質医薬品の場合は、これらによる代謝が血中安定性・効果の持続に影響を与えうる。高分子蛋白質の場合は、分解酵素による代謝をうけ、速やかに生物活性を失うものは多くない。しかし低分子ペプチドにおいてはこれらの代謝が速やかな消失を支配している事例が知られている。速やかに消失する低分子量ペプチドとしてはアンジオテンシンやソマトスタチンが知られている。ソマトスタチンは14アミノ酸からなる環状ペプチドであるが分解酵素による代謝の影響で半減期はわずか数分である。ソマトスタチンの構造を8アミノ酸に短縮し、一部のアミノ酸をL-アミノ酸からD-アミノ酸に変換したオクトレオチドをつくったところ、ソマトスタチンの生理活性を維持しつつ、分解酵素の代謝を逃れ血中半減期を90分まで延長することに成功した。

#### 細胞内への高分子医薬品の取り込みと分解
高分子医薬品は血中速度が比較的速い臓器である肝臓や腎臓における代謝により体内から消失するケースが多くみられる。高分子医薬品の消失メカニズムとしては、上述した血中・組織表面の分解酵素による分解に加えて、細網内皮系に属するマクロファージや単球など異物の貪食能を有する細胞群による非特異的な取り込みや、高分子医薬品の薬効標的となる受容体介在性エンドサイトーシスによる内在化の後、受容体との複合体を形成した状態でリソソームへソーティングされる選択的な分解機構が関与している。たとえば、上皮成長因子(EGF)や肝細胞増殖因子（HGF）はともに肝臓に発現するそれぞれの受容体が薬効標的となるが、これらは同時にクリアランス受容体としても働き、リガンド-受容体複合体が内在化すると、一時的に細胞表面の受容体数が減少（ダウンレギュレーション）することにより次にきたリガンドのクリアランスが低下する現象もみられる。
また、細胞表面への吸着やヘパラン硫酸プロテオグリカンのような非選択的な細胞内取り込みを介した分解機構も存在する。これらは前者と比較すると飽和しにくいが、そのクリアランスの絶対値は小さいことが多い。したがって、リガンドが低濃度のときは、受容体介在性エンドサイトーシスが主な消失機構であるが、高濃度になるにつれて前者の飽和に伴い、後者のような非飽和性の消失機構がメインになることもありうることが示されている。後者の場合は肝取り込みは高分子医薬品の電荷にも影響され、正電荷を有するものは中性または負電荷をもつものに比べて血中からの消失がはやい。
100nm以上のサイズになると肝臓や肺などに存在する貪食細胞によって認識されやすくなる。核酸医薬は高分子としての体内動態を示すが、リン酸基に由来する負電荷が連続するポリアニオンであることから、ポリアニオンに対する取り込み活性が高い肝臓に速やかに取り込まれる傾向がある。

#### 腎臓からの排出
高分子化合物の尿中排出には代謝と異なり種差がほとんどないとされている。高分子医薬品の多くは、その分子量に従い、直接または代謝により低分子化された後尿中に排泄される。糸球体における高分子医薬品の濾過による除去効率は分子サイズ（サイズバリアー）と電荷（チャージバリアー）が密接に関係している。分子量が4kDa以下のもの、あるいは5nm未満のサイズは糸球体でほとんどが濾過されるに対して分子量が30kDaを超えると糸球体濾過率は著しく低下する。糸球体濾過率は分子量が大きくなるにつれて低下し、同じサイズならば負電荷は濾過されにくい。サイトカインなどの比較的分子量の小さいタンパク質の場合には、腎糸球体濾過を受けることで速やかに消失することから血中滞留性の増大を目的に他の高分子で修飾された誘導体が開発されている。
糸球体濾過された比較的低分子量の蛋白質は大部分が近位尿細管において受容体介在性エンドサイトーシスもしくは吸着性エンドサイトーシス（adsorptive-mediated endocytosis、AMF）によって細胞内に内在化された後、リソソームなどで分解されアミノ酸となり、生体内で再利用されることが多い。例えばLDL受容体ファミリーにぞくするLRP2は尿細管管腔側に高発現しており、エンドサイトーシス受容体として蛋白質やペプチドを受容体介在性エンドサイトーシスにより取り込む。アミノグリコシド系抗菌薬やミオグロビンなどの尿細管への取り込み・蓄積と毒性の発現の原因となっている。

### 細胞内動態
高分子医薬品では細胞膜やオルガネラ膜も大きなバリアとなる。高分子医薬品の細胞への取り込み、エンドソーム脱出、オルガネラへの分布に関して述べる。

#### 細胞への取り込み
高分子医薬品の細胞への取り込みはエンドサイトーシスと呼ばれる細胞自身が有する高分子取り込み機構が利用される。エンドサイトーシスにはクラスリン経路、カベオラ経路、マクロピノサイトーシス、トランスサイトーシスなどが知られている。免疫細胞にはファゴサイトーシスと呼ばれるμmのサイズの粒子を取り込み機構があるが免疫細胞以外は行うことができない。
クラスリン経路
クラスリン経路はコレステロールの細胞内取込機構として知られている。コレステロールはLDL（低密度リポ蛋白質）という直径22nmの粒子としてLDL受容体を介したエンドサイトーシスにより細胞内に取り込まれる。細胞内在時に小胞がクラスリン分子によって包まれる。エンドサイトーシス小胞は選別の場である初期エンドソームに融合する。初期エンドソームの管状部分は小胞として出芽し、直接または回収エンドソームを介して積荷を細胞膜へ戻す。初期エンドソームは多胞体を経て後期エンドソームに成熟する。分解される膜タンパク質は腔内小胞に取り込まれる。リソソームに融合して消化が起きる。エンドソームの成熟の各段階はトランスゴルジ網とつながっており、新たに合成されたリソソーム蛋白質が供給される。
カベオラ経路
クラスリンを介さないで内在化するエンドサイトーシスとしてカベオラが知られている。カベオラはほとんどの細胞の細胞膜に存在し、深く陥入したフラスコ状の凹みである。カベオラは脂質ラフトから作られ、カベオリンという膜内在蛋白質が膜の湾曲を安定化している。カベオラは内在化すると初期エンドソームへ、あるいはトランスサイトーシスすることが知られている。
マクロピノサイトーシス
クラスリンを介さないエンドサイトーシス機構であり、ほぼすべての動物細胞でみられる。マクロピノサイトーシスは増殖因子やインテグリン、アポトーシスを起こした細胞の残骸や一部のウイルスなどの特異的リガンドなどによる細胞表面受容体の活性化に応じて誘導される。マクロピノサイトーシスは分解専用の経路で後期エンドソームやエンドリソソームと融合しリサイクルはしない。
トランスサイトーシス
極性を有する上皮細胞や内皮細胞はトランスサイトーシスという輸送経路が存在する。エンドサイトーシスされると識別エンドソームに行き、そこで振り分けが行われる。分解経路では後期エンドソームを経てリソソームと融合する。トランスサイトーシス経路では、回収エンドソームを経てトランスサイトーシスされる。

#### エンドソーム脱出
エンドサイトーシス後の細胞内輸送経路はリソソームとの融合、リサイクリング、トランスサイトーシスなどのネットワーク機構で制御されているが既定路線はリソソームとの融合である。したがってリソソームでの分解を回避するためにエンドソーム脱出は不可欠である。膜融合や膜破壊などのメカニズムが知られている。エンドソーム内の酸性環境応答し脱出する技術などが知られている。

#### オルガネラへの分布
核やミトコンドリアなどのオルガネラへ分布するためには膜の通過が必要である。特に核膜は分子量60,000以上または直径40nm以上の分子は受動拡散では核膜を通過できない。

### 特殊な分布

#### EPR効果
固形がん組織では正常組織と比べて新生血管の増生と血管壁の著しい透過性の亢進があることから数十nmサイズのキャリアが固形がん組織に集積しやすいことが知られEPR効果（enhanced permeation and retention effect）といわれる。

#### 脳実質細胞外液と脳脊髄液の高分子
全身投与の場合は高分子は血液脳関門や血液脳脊髄関門を通過できない。これらの関門をバイパスする方法としてくも膜下投与や脳室内投与が知られている。これらの投与法をした場合は高分子は脳脊髄液に分布する。高分子は脳脊髄液中では軟膜や脳脊髄液脳関門でによって神経細胞への送達が制限される。水は脳脊髄液脳関門を自由に行き来できるが高分子は脳脊髄液脳関門で制限され脳脊髄液と脳実質細胞外液は自由に行き来できないと考えられている。同様に脳実質細胞外液の水分子は毛細血管から血液中へ吸収されるが毛細血管壁から血液中に吸収される物質の分子量には上限があると考えられ、それは5,000Da以下であるとする報告がある。
脳実質細胞外液に含まれる高分子はグリア・リンパ系（glymphatic system）を介して排出される。グリア・リンパ系ではアストロサイトの足突起に高発現するアクアポリン4（AQP-4）の支援を受けて毛細血管基底膜から血管周囲腔に集められる。その後、血流と逆方向に他動的に移動し最終的に頭蓋腔を離れて頚部リンパ節に到達する。この駆動力は動脈波駆動と考えられている 血管周囲腔が睡眠時の生理作用で拡張することから睡眠時に排泄が亢進する。血管周囲腔に通過障害が生じた場合は脳浮腫の他、アルツハイマー病、パーキンソン病、レビー小体病などの神経変性疾患が発症する。脳脊髄液に含まれる高分子は硬膜内にある脳のリンパ管や嗅神経鞘の鼻粘膜下リンパ管網から頸部リンパ節に排出される経路が知られている。限定的だが脳圧亢進時は脳脊髄液はくも膜顆粒からも排出されると考えられる。いずれにせよ脳脊髄液や脳実質細胞外液中の高分子は頸部リンパ節へ排泄される。

#### 抗体医薬品の体内動態
抗体医薬品は高分子医薬品のなかでもとりわけ血中半減期が長いことが特長としてあげられる。この主要因として内在性のIgGの分解抑制に機能するFcRn（neonatal Fc receptor）を介したリサイクリング促進機構の存在があげられる。もともとFcRnは新生児の小腸に大量に発現し、母乳中のIgGのFc領域と結合してエンドサイトーシスによりIgGを効率よく体内に取り込む機能を果たすことが知られていた。その後FcRnが新生児の小腸に限らず、成人の多くの組織にも発現していることが示された。またFcRnがFcRn（α鎖）とβ2ミクログロブリン（β2-microglobulin、β2m）でヘテロ二量体を形成する受容体であることが明らかになり、β2mやFcRn（α鎖）のノックアウトマウスにおいてIgGの血中半減期が著しく短縮した。このことからFcRnはIgGの半減期の延長に寄与する受容体と考えられている。
FcRnとIgGの結合はpH依存的であり、エンドソーム内のpH6.0～6.5程度の酸性条件下では強固に結合するが、pH7.0～7.5程度の中性条件下では解離する特性がある。そのためIgGはピノサイトーシスによって取り込まれた後に、主に細胞内に局在するFcRnとエンドソーム内でIgGのFc領域と強固に結合する。その後、IgG-FcRn複合体は細胞表面にリサイクリングされた後、細胞表面の中性環境においてIgGが解離することで血中に再び戻る。FcRn依存的な抗体の半減期延長効果は、IgGの血中半減期が21日程度に対して、他の免疫グロブリンの抗体の血中半減期が2～10日であることからIgG選択的である。FcRnとFc領域の結合性は動物種が異なると親和性が低下することが知られており、これまでに開発されてきた抗体医薬品のヒトにおける血中半減期を調べると、一般的な傾向として、マウス抗体、キメラ抗体（マウス抗体の可変部とヒト抗体の定常部）、ヒト化抗体（超可変部がマウス抗体由来でそれ以外はヒト抗体と同等）、ヒト抗体の順に半減期が長くなる。また融合蛋白質がもつFc領域のFcRnに対する親和性はIgGそのもののFc領域と比較して低い。FcRnによる半減期延長効果を狙った融合蛋白質医薬品を開発してもIgGほどの長い半減期は得られない可能性がある。
可溶性抗原を標的とする複数の抗体関連医薬品について、pH6.0におけるヒトFcRnに対する解離定数とヒトで血中半減期の間には負の相関関係も報告されている。これらより、弱酸性領域におけるFcRnとの結合親和性が血中半減期の延長効果を決定する要因になっていることが示唆されている。
また抗体医薬品のクリアランスは、その標的蛋白質が可溶性抗原か受容体など膜結合性抗原かによって異なる。一般的な特徴として、膜結合性抗原を標的とする抗体医薬品のクリアランスは、可溶性抗原を標的とする抗体医薬品よりも大きい傾向があるとともに投与量依存的にクリアランスの低下がみられるケースが多いことが知られている。
その原因としては標的が可溶性抗原の場合は、主なクリアランス機構が細網内皮系(RES)による非特異的な貪食であることから、抗原の種類によらず類似の動態特性を示すのに対して、標的が膜結合性抗原の抗体の場合は、主なクリアランス機構として細網内皮系による非特異的な貪食に加えて、標的と抗体の複合体が複合体が受容体介在性エンドサイトーシス(RME)により内在化することに始まる標的依存的なクリアランスの飽和で説明される。したがって、標的が膜結合性抗原の抗体の高投与量条件下でのクリアランスは、その標的が可溶性抗原の抗体のクリアランスに近づくような挙動をとる。
その他、抗体医薬品の特有のクリアランス機構としては、同じくIgGのFc領域が結合するFcγ receptor（FcγR）があげられる。FcγRを介したクリアランスの詳細な分子メカニズムやクリアランスの制御に対する定量的な役割は明確にされていない。しかしFcγRの遺伝子変異がIgGでコーティングされた赤血球の血中半減期に影響を与えることから、FcγRは可溶性抗原-抗体複合体の受容体介在性エンドサイトーシスによる細胞内代謝に一部関与している可能性が考えられる。

#### 遺伝子組換え（リコンビナント）型の高分子医薬品の体内動態
主に天然型と遺伝子組換え（リコンビナント）型の高分子医薬品の体内動態の差異について述べる。高分子医薬品の多くは糖蛋白質であり、遺伝子組み換えで大腸菌につくらせたリコンビナント型（r）蛋白質は天然型（n）蛋白質と異なり糖鎖が欠けている。これまでの研究から、糖鎖の有無が高分子医薬品の体内動態に大きな影響をおよぼす事例が数多く報告されており、その性質を利用することで意図的に糖鎖を改変した高分子医薬品の創製も進んでいる。古くは例えばモデル化合物として血清アルブミンを異なる糖鎖修飾すると肝臓への取り込みに著しい差が生じることが知られている。これは糖鎖認識に基づく受容体介在性エンドサイトーシス機構の関与が考えられる。事実、IL-2を静脈注射後の体内動態では、r型の消失がn型よりも著しく速い。IFNβについては筋注ではr型はn型よりも著しく速く血中から消失するが、静注時においては両者間に大きな差はみられず、糖鎖の有無により、筋注局所もしくは筋肉から血液への移行過程の動態に差が生じるものと考えられている。
ゴーシェ病は遺伝的にグルコセレブロシダーゼという酵素の機能が欠損して言う難病である。糖脂質をセラミドに分解できないため、糖脂質が細網内皮系の細胞に蓄積することで全身性の症状を引き起こす。この治療法の1つとして酵素補充療法が知られている。酵素補充療法では外来的に酵素を投与することでクッパー細胞やマクロファージにグルコセレブロシダーゼを供給する方法が考えられたが、酵素自身を単独で投与しても効果があまり認められなかった。その原因としては外来的に投与した酵素がクッパー細胞やマクロファージに到達しないことがあげられた。そこでグルコセレブロシダーゼに付加する糖鎖の末端をマンノースにすることで肝臓のクッパー細胞に高発現するマンノース受容体に認識させ、効率よく酵素を到達させることに成功した。糖鎖修飾型グルコセレブロシダーゼはイミグルセラーゼ（商品名セレザイム）として上市されている。
またエリスロポエチン(EPO)の半減期を延長するために糖鎖を増加したダルベポエチンα（商品名ネスプ）が開発されている。エリスロポエチンは3つのN-結合糖鎖と1つのO-結合糖鎖をもち、糖鎖の末端に存在するシアル酸の数を減少させると、in vitroの活性は増加するが、逆にin vitroの活性は減少することが知られていた。ダルベポエチンαはEPOの5箇所のアミノ酸残基を改変し、新たに2箇所N-結合糖鎖を付加させることにより、受容体へのEPO結合親和性は減少し、血中半減期がEPOの約3倍に延長した結果、in vivo活性が増加した。それゆえ、従来の週3回投与から週1回投与が可能となった。

## 高分子医薬品のドラッグデリバリーシステム
DDS（drug delivery system、ドラッグデリバリーシステム）とは薬物を作用部位へ選択的かつ望ましい薬物濃度-時間パターンのもと送達することを目的とした新しい投与システムである。DDSは放出の制御、吸収の制御、標的指向性の制御に分類できる。薬物の放出制御はコントロールドリリースといわれ、製剤からの薬物の放出を制御することで必要なときに必要な量の薬物を供給するための技術である。薬物吸収を改善することを目的としたDDSとしては吸収促進薬、蛋白質分解酵素阻害薬といった添加物の利用、プロドラッグ化など薬剤の分子構造修飾、薬物の剤形修飾などがあげられる。なお薬物の分子修飾や剤形修飾は薬物の吸収だけではなく薬物の分布も変化する場合がある。標的指向性はターゲティングとも言われる。一般に生体内に投与された薬物のうち作用部位まで到達する割合はごくわずかである。そこで標的部位に指向する性質を薬物に与えて、標的部位に選択的に薬物を送達し薬理効果を発現させようという標的指向性が必要となる。

### 吸収や分布の制御
高分子医薬品の吸収や分布を変更する方法論として吸収促進薬などの添加物を利用する方法、薬剤の分子構造修飾、薬剤の剤形修飾といった方法がある。

#### 吸収促進薬の利用
胆汁酸およびカプリン酸などの脂肪酸および脂肪酸誘導体が強力な吸収促進作用を有することは1980年代からひろく知られている。臨床応用としてアンピシリンおよびセフチゾキシムの小児用坐薬にカプリン酸ナトリウムが用いられた例がある。これは唯一の吸収促進薬の臨床応用である。吸収促進効果が強い吸収促進薬は粘膜障害が強い傾向があり開発が困難であった。吸収促進薬の作用機序はタイトジャンクションの開口作用あるいは吸収細胞膜の脂質2分子膜の撹乱作用が提唱されるが未だに定説には至っていない。細胞膜透過ペプチドやタイトジャンクションモジュレーターなど新しいタイプの吸収促進薬も開発されている。吸収促進薬は従来、消化管吸収経路に用いられてきたが近年は経鼻、経肺、口腔、直腸、経皮など各種粘膜吸収経路のほか、血液脳関門の通過技術としても利用される。

#### 薬剤の分子構造修飾
吸収促進薬を利用する場合は対象薬物以外の非特異的な物質が通過するため副作用が懸念される。そのため薬物の分子構造自体に何らかの修飾基によって化学修飾することがある。この方法は実用例も多くアンピシリンのプロドラッグであるピバンピシリンやタランピシリンなどが知られている。よく用いられる化学修飾は脂肪酸修飾、糖修飾、胆汁酸修飾、ジペプチド化、トランスフェリンによる修飾、細胞膜透過ペプチドなど塩基性アミノ酸による修飾がある。糖修飾ではグルコーストランスポーター、胆汁酸では胆汁酸トランスポーター、ジペプチド化ではペプチドトランスポーター1を利用しトランスサイトーシスの機序で吸収を促進すると考えられている。

#### 薬物の剤形修飾
微粒子キャリアを用いて剤形修飾する場合がある。

### 標的指向性の制御
薬物に生体内で標的部位に指向する性質を与えることを標的指向性の制御あるいはターゲティングという。生体機能を積極的に利用する試みを能動的ターゲティング(active targeting)といい、生体内の非特異的な物質輸送の特性を受身的に利用する場合は受動的ターゲティング(passive targeting)という。ターゲティングには特定の物質とのコンジェゲートする場合と微粒子キャリアを用いる場合がある。

#### 特定の物質とのコンジェゲート
抗体、リガンド、細胞膜透過ペプチドあるいはポリエチレングリコール(PEG)や糖鎖などを結合してターゲティングを行うことができる。
糖修飾
ガラクトースあるいはマンノースを有する高分子・微粒子がそれぞれ肝細胞に発現するアシアロ糖タンパク質レセプター、クッパー細胞および類洞内皮細胞に発現するマンノースレセプターを介して特異的に取り込まれる現象を利用してこれらの細胞に薬物ターゲティングが可能である。
PEG化
ポリエチレングリコール(PEG)で化学修飾することをPEG化(PEGylation)という。インターフェロンα、アスパラギナーゼ、顆粒球コロニー刺激因子などで肝臓、腎臓の代謝・排出を抑制し、生体内半減期を大幅に延長した。
膜透過ペプチド
膜透過ペプチド（cell penetrating peptide、CPP）は細胞内に導入したい高分子と結合させることで高分子を細胞内に導入させる機能のあるペプチドのベクターである。代表的な膜透過性ペプチドベクターとしてはHIVのTatタンパク質のアミノ酸配列48-60位に対応するペプチド配列（Tatペプチド）やオリゴアルギニンなどの塩基性アミノ酸に富むもの、Drosophiaのantennapediaタンパク質由来ペプチド（penetratin）などの塩基性部分と疎水性部分を有する両親媒性ペプチド、神経ペプチドgalaninとハチ毒mastroparanのキメラペプチドであるtransportan、あるいはその短縮形であるTP10など、疎水性配列に若干の塩基性配列を含むペプチドなどがあげられる。特にTatペプチド、オリゴアルギニン、penetratinがよく用いられる。Tatペプチド、オリゴアルギニンではアルギニンのグアニジノ基が膜透過の本質を担っていると知られている。そのためグアニジノ基を有するβ-ペプチド、ペプトイド、カルバメートなど天然アミノ酸以外のポリマー、直鎖構造を持たないデンドリマー型分子や糖鎖の誘導体など新しいベクターも開発されている。Tatペプチド、オリゴアルギニンを含む高分子の細胞内の取り込みにはクラスリンエンドサイトーシスに加えマクロピノサイトーシスが関与することが知られている。Tatペプチド、オリゴアルギニンが正に帯電しており細胞表面のプロテオグリカン（負に帯電）と相互作用によりマクロピノサイトーシスが促進すると考えられている。
抗体薬物複合体
抗体は高い抗原特異性を有することから、これに他の化合物を結合することで抗原を発現する細胞への特異的ターゲティングが可能である。例えば抗CD20マウスモノクローナル抗体に放射性同位体を結合すれば、CD20陽性細胞の近傍に放射性同位体をターゲティングしてβ線やγ線でCD20陽性細胞を傷害することができる。このような医薬品の代表例がゼヴァリンである。またカドサイラは乳癌の治療薬であるが抗HER2ヒト化モノクローナル抗体であるトラスツズマブにチューブリン重合阻害薬のDM1を結合している。またゲムツズマブオゾガマイシンは急性骨髄性白血病細胞に高発現するCD33に対する抗体と、強力な殺細胞効果をもつ抗がん剤のカリケアミシンを結合させたものである。

#### 微粒子キャリア
微粒子キャリアには脂質ナノ粒子（lipid nanoparticle、LNP）と高分子マトリクス微粒子がある。LNPにはリポソーム、リピッドマイクロスウェア、高分子ミセルが知られている。
リポソーム
1964年にBanghamはレシチン（卵黄ホスファジルコリン）の懸濁液を電子顕微鏡で観察し、ラメラ構造の二分子膜からなる小胞の形成を見出した。後にその小胞はリポソームと呼ばれるようになった。脂質分子は極性基と疎水性基からなる両親媒性物質で、水中では安定な二重膜構造をとりリポソームを形成する。リポソームは脂溶性薬物を膜内の疎水性部分に、水溶性薬物を内水相に包含できるためDDSキャリアとして有用である。リポソームは小さな一枚膜リポソーム(SUV)、大きな一枚膜リポソーム(LUV)、巨大な一枚膜リポソーム(GUV)多重層リポソーム(MLV)が知られている。調整法や調整に用いる脂質を選択することで粒子径、表面荷電、硬さなどを調節することができ、安定性や臓器への分布を制御することができる。リポソームの改善法としてステルス化（PEGリポゾーム）、トランスフェリンや糖鎖の修飾などが知られている。リポソーム製剤としては抗真菌薬のアムビゾーム（リポソームアムホテリシンB）やカポジ肉腫治療薬のドキシルなどが知られている。アムホテリシンBをデオキシコール酸で懸濁させた注射薬のファンギゾンが、深在性真菌症治療薬として使用されてきたが副作用のため十分な投与量、投与期間が確保できなかった。アムビゾームはアムホテリシンBとコレステロール複合体がリポソーム膜に組み込まれた構造をしており、その平均粒子径が100nmと小さいため網内系細胞に取り込まれにくい。血中でリポソーム構造を維持したまま安定に存在し、正常組織においては血管から漏出しにくいのに対して、感染部位においては血管透過性の亢進によりリポソームが漏出し存在する真菌に特異的に作用し抗真菌活性を示す。2017年現在はがんのターゲティングに好適な100nm程度の粒径ならばリポソームでも作成することができるがそれよりも小さな粒径の場合は高分子ミセルでなければ作成することができない。
リピッドマイクロスフェア
高カロリー輸液に用いられる脂肪乳剤は精製大豆油を高度精製卵黄レシチンで乳化した脂肪微粒子（Lipid microsphere、リピッドマイクロスフェア）から成り立っている。脂肪乳剤は臨床においてはイントラリポス、イントラファット等の名で使用され、安全性や安定性は十分に確立されている。脂肪性の薬物をこの脂肪微粒子に溶解させ、これをキャリアとして薬物の安定化や病巣へのターゲティングを狙ったものをリポ剤とよぶ。リポ剤の例としては関節リウマチ治療薬のデキサメサゾンパルミコート（リメタゾン）、NSAIDsのフルルビプロフェンアキセチル（ロピオン、リップフェン）、慢性動脈閉塞症の治療薬のアルプロスタジル（パルクス、リプル）、静脈麻酔薬のプロポフォール（ディプリバン）などが知られている。
高分子ミセル
高分子ミセルは高分子から成るミセル構造のことである。高分子ミセルを薬物キャリアとしての研究は1980年代に始まったものでリポゾームなどの他のキャリアに比べると新しい部類になる。代表的な構成は親水性の鎖（A鎖）と疎水性の鎖（B鎖）からなるブロックコポリマーが、B鎖の部分を内核として数十~数百個の高分子が会合して形成する構造で内核に疎水性の薬物を内包する。B鎖としては疎水性鎖以外にも、鎖間に相互作用を生じる種類の高分子を用いることも可能である。例えば、イオン相互作用を生じる荷電性高分子鎖である。水溶性のA鎖としてはポリエチレングリコール（PEG）が用いられることが多い。最も標準的な構造は疎水性の低分子薬物を内包する球状ミセルである。リポソームでは水相に親水性の低分子薬物を内包することができるが標準的な高分子ミセルでは親水性薬物の封入が困難であるなど高分子ミセルとリポソームではいくつかの違いがある。高分子ミセルは疎水性薬物に対して大きな内包量をもつこと、10~100nmの小さな粒径が得られること、薬物放出速度の広い範囲での制御が可能なことなどはリポソームと比べて遊離な点である。しかし親水性薬物の封入が困難なこと、薬物封入法が未発達なこと、比較的に高度な高分子設計・合成が必要なことなどはリポソームより不利な点である。
核酸医薬など親水性の高分子はPICミセルなど特殊なミセルを用いる。天然高分子と異なり化学合成した高分子には分子量にばらつきがあり分子量分布があるという。分子量は平均分子量で表現される。

#### 核酸搭載微粒子キャリア
遺伝子治療で用いるプラスミドDNAや核酸医薬であるアンチセンス核酸、siRNAなどを想定し、これらを送達する微粒子キャリアについて述べる。リポプレックス、ポリプレックス、リポポリプレックスといった微粒子キャリアが知られている。どのキャリアでも以下のような機能が付加されていることが多い。
PEG化
血中滞留性や安定性の向上のために外殻または表層にPEGを用いることが多い。PEG化によって血液成分との非特異的な相互作用が低下する一方で、標的細胞への侵入効率も低下してしまう。これをPEGのジレンマという。PEGのジレンマの解決のためにPEGの先端にリガンドを導入することもある。
表面電荷の調整
バイオアベイラビリティや安全性を考慮して表面電荷を調整することができる。細胞表面は負に帯電しているため細胞表面へのアクセスを狙ってカチオン性のDDS技術がよく用いられてきた。しかし電荷を中性の非カチオン生にすることで生体内の非特異的な吸着を防いだり毒性を低減したりすることもできる。
表層リガンド
標的指向性を高めるために表層にリガンドの導入が可能である。核酸医薬そのものにコンジェゲートさせる場合と比較して、表層に導入するリガンド量（またはリガンド率）の調整ができることから、標的との親和性を調整できることが可能である。細胞表面の受容体に対するリガンド分子や抗体分子をキャリア表面に連結し、受容体介在型エンドサイトーシスによって目的細胞への取り込みを促進することができる。
細胞内動態制御
細胞に内在化してから細胞内に放出されるまでの動態を制御することができる。例えばエンドサイトーシスにより細胞内に取り込まれた後に、リサイクリング経路によって細胞外へ排出されたり、分解経路によって失効してしまうのを防ぐべく、エンドソーム内ではpHが低下して還元環境となる性質を利用して、封入した核酸医薬を放出したりエンドソームからの脱出を狙ったりするためのシステムを搭載できる。

##### リポプレックス
リン酸基に由来する負電荷を豊富にもつ核酸分子をカチオン性リポソームと混合すると静電的相互作用によって自発的に複合体を形成する。この複合体をリポプレックスという。基本的に正電荷を帯びるリポプレックスは負電荷を帯びる細胞表面に吸着後、細胞内へ効率的に取り込まれ、エンドソームから細胞質内に移行した核酸は機能を発揮することができる。In vitroで培養細胞に遺伝子を導入するためのトランスフェクション試薬として開発された種々のカチオン性脂質とエンドソームからの放出を高める膜融合性の中性脂質を混合したリポソームなどがin vivoでも応用されている。ガラクトース、マンノースといった糖鎖や葉酸などで表面を就職してレセプターを介して細胞特異的に送達されるリポプレックスも開発されている。
Tekmira社がリポソームの脂質成分を徹底的にスクリーニングして開発したSNALPがよく知られている。膜融合活性に優れた独自のpH応答性カチオン性脂質を含み、エンドソーム内の酸性環境下で中性からカチオン性に変化して効率的に膜融合を誘起する特徴をもつ。パチシランはSNALPを用いて静脈内投与にて肝臓にsiRNAを送達してトランスサイレチン型アミロイドーシスを治療する核酸医薬である。

##### ポリプレックス
カチオン性ポリマーと核酸分子との複合体がポリプレックスである。高分子ミセルがその代表であり、主に悪性腫瘍を対象として開発されている。高分子ミセルではPICミセルがよく知られている。東京大学大学院工学系研究科の片岡一則教授らはDNAを内核に保持し、外殻を生体適合性物質で覆うナノ粒子キャリアに注目している。PICミセル（ポリイオンコンプレックスミセル）は親水性で生体適合性の高いポリエチレングリコール（PEG）鎖とカチオン性高分子鎖をブロック状に連結したブロック共重合体が、水中でポリアニオンであるDNAやRNAと静電相互作用を駆動力として自律的に多分子会合した構造物を形成したものである。PICミセルは効率的にプラスミドDNAやアンチセンスDNAやsiRNAを内包することができる。しかし鎖長の短い核酸を内包したPICミセルは安定性が十分ではなく、一定の濃度以下ではミセルの解離が起こってしまう。

##### リポポリプレックス
カチオン性リポソームとカチオン性ポリマーの両キャリアを併用して調整した核酸分子との複合体がリポポリプレックスである。リポポリプレックスにPEG修飾や膜透過性ペプチドの導入をはじめ様々な機能を組み込んだものが北海道大学の原島秀吉らが開発したMEND（multifunctional envelope nano device）である。